# Eugenio Gerardo Lobo
Eugenio Gerardo Lobo Huerta, conocido también como el capitán coplero (n. Cuerva, Toledo; 24 de septiembre de 1679 - Barcelona; 1750), fue un militar y poeta español.

## Biografía
De familia noble (su padre era Eugenio Lobo y su madre María Huerta), aunque no sobrada de bienes de fortuna, pasó su infancia en Cuerva, poseedora de un buen colegio de gramática y patria de los Condes de Arcos, emparentados con Garcilaso de la Vega, y Toledo. Fue uno de los poetas más populares del primer siglo XVIII y destacó por su ingenio para elaborar poemas humorísticos. Se dedicó a la carrera militar y participó en la Guerra de Sucesión como capitán de coraceros a favor del bando proborbónico. En 1705 combatió en la defensa de Badajoz; es muy posible que asistiera a la gran batalla de Almansa en 1707; ese mismo año se puso en Zaragoza al servicio del Duque de Orleans y asistió al sitio y toma de Lérida, hecho al que consagró un poema en octavas reales, y estuvo después de guarnición en Toledo desde el 29 de septiembre de noviembre de 1710, para pasar un año más tarde a Prat del Rey; en 1712 se encontraba en los Montes de Toledo, donde escribió uno de sus más célebres poemas satíricos sobre el aburrimiento. En 1718, acabada la contienda, vivió en Montijo y por fin se estableció en Madrid como ayudante del cuerpo de Guardias Españolas y hospedado por la condesa de Arcos. En 1732 tomó parte en la Reconquista de Orán bajo el mando del Conde de Montemar, lo que reflejó en su Rasgo épico de la conquista de Orán. También estuvo luchando en Nápoles en 1737 contra Austria como miembro de la Guardia Española de Infantería. En 1743 fue nombrado brigadier y resultó gravemente herido en la batalla de Campo Santo; el hecho le valió una pensión sobre la Encomienda de Daimiel (Ciudad Real). No logró ver reconocidos sus méritos, quizá por el enojo que provocó a Felipe V su poema Exhortación político cristiana a la nación Española, en donde traza un cuadro sombrío de la situación española; sin embargo fue nombrado alrededor de 1746 gobernador militar y político de Barcelona, cargo por aquel entonces de gran importancia y responsabilidad. Fernando VI le concedió además el grado de teniente general. Murió en Barcelona a causa de una caída de caballo.

## Obra
Recogió sus poesías en los dos volúmenes de su Selva de las Musas (Cádiz, 1717), obra reeditada todavía durante su vida y muy reimpresa después (Pamplona, 1724; Madrid, 1738, 1758, 1769). También se encuentra disponible en la Biblioteca de Autores Españoles de Manuel Rivadeneyra, tomo LXI.
Aunque quiso destacar en la épica culta con poemas narrativos afectados de culteranismo, sus contemporáneos apreciaban más sus composiciones cortas en arte menor, casi siempre jocosas y de circunstancias, donde lucía por extremo su ingenio sin que el estilo dejase de ser claro. Para ellas adoptaba las formas del epigrama, la letrilla y la sátira, destacando en especial sus décimas, romances y sonetos. En estos últimos mezcla el influjo de Góngora con el de Garcilaso, toledano como él; por esta última preferencia se deja ver ya el cansancio de las grandilocuencias barrocas del siglo anterior. Ridiculiza cualquier tipo de especulación intelectual. Algunos de sus poemas describen la vida militar con gran realismo y humor, como en Receta para ser gran soldado. También era sensible a los detalles del costumbrismo (poema sobre el chichisbeo) y la literatura popular y de cordel; no le hacía ascos a demostrar su ingenio, como en Décimas improvisadas en una tertulia sobre los títulos de comedias que elegían unas señoras. En lo amoroso muestra el erotismo tenue y epicúreo y la atención al detalle propios de la poesía rococó; se trata de un tipo de poesía ilustrada y posbarroca que no es todavía neoclásica. Sus modelos fueron los satíricos del barroco Francisco de Quevedo y Luis de Góngora. Escribió también dos loas, entre las que destaca la mariana y sacramental El triunfo de las mujeres y dos comedias, como El más justo rey de Grecia y El tejedor Palomeque y mártires de Toledo. Moratín lo sitúa entre los poetas "pedantes" que se enfrentan a los buenos escritores, seguidores de Apolo, que son bombardeados con las obras de los malos, entre las que cita sus coplas junto a las "del cura de Fruime", León Marchante y otros.